# Myriotrema erodens
Myriotrema erodens är en lavart som beskrevs av R.C. Harris 1990. Myriotrema erodens ingår i släktet Myriotrema och familjen Thelotremataceae.   Inga underarter finns listade i Catalogue of Life.